# Долгоруков Павло Дмитрович
Павло Дмитрович Долгоруков (1 травня 1866, Царське Село, Санкт-Петербурзька губернія — 10 червня 1927, Москва, Російська імперія; за іншими даними — м. Харків) — російський князь, земський діяч, літератор, один із засновників «Союза освобождения» і кадетської партії.

## Біографія
Народився у князівській родині Долгорукових. Брат князя Петра Долгорукова. Після закінчення Першої Московської гімназії навчався на природничому відділенні фізико-математичного факультету Московського університету (1890).
У 1893−1903 був московським повітовим предводителем дворянства. Разом із братом Петром з 1899 — учасник ліберального земського гуртка «Бесіда». У 1904 один із засновників ліберального «Союзу визволення», голова його першого з'їзду.
За опозиційну політичну діяльність у 1905 був позбавлений дворянського звання. Цього ж року став одним із засновників Конституційно-демократичної партії, протягом 1905—1907 очолював її Центральний комітет. З 1907 — депутат 2-ї Державної думи Російської імперії, де був головою кадетської фракції. Павлу Долгорукову політичні опоненти висували звинувачення у підготовці державного перевороту (з планом захоплення імператорського престолу), сприянні революційній пропаганді у Рузькому повіті Московської губернії у 1905, протидії отриманню російським урядом позики від французьких банків у 1906, тощо
У 1909—1914 керував пацифістською організацією «Товариство миру» у Москві. З 1917 виконував обов'язки голови ЦК Конституційно-демократичної партії в Москві; був обраний членом Установчих зборів. У своїй діяльності виступав проти політики більшовиків. У листопаді 1917 був ув'язнений до Петропавлівської фортеці (Петербург), де перебував до лютого 1918.
Після звільнення перейшов на нелегальне становище. Виступив одним із засновників ліберальної антибільшовицької організації «Національний центр», був заступником голови. Після переїзду восени 1918 до Новоросійська, працював у Освідомчому агентстві (ОСВАГ) під керівництвом уряду А. Денікіна. У 1920 виїхав в еміграцію з Криму, куди раніше перебрався. Проживав у Стамбулі, Белграді, Парижі, Варшаві.
У 1924 зробив спроби нелегально перетнути польсько-радянський кордон, але був затриманий і висланий назад до Польщі. У червні 1926 йому вдалося перейти румунсько-радянський кордон і добратися до Харкова. Долгоруков близько 40 днів намагався налагодити зв'язки між політичною еміграцією та її прибічниками в СРСР. 13 липня 1926 під час переїзду з Харкова до Москви був затриманий на залізничній станції і відправлений під конвоєм до Харківської в'язниці ОДПУ УСРР, у якій пробув близько 11 місяців.
У ніч з 9 на 10 червня 1927 П.Догорукова розстріляли за постановою ОДПУ (згідно з офіційним звинуваченням — за спробу організації «контрреволюційних, монархічних і шпигунських груп для підготовки іноземної інтервенції»).